# Список каталогов тёмных туманностей

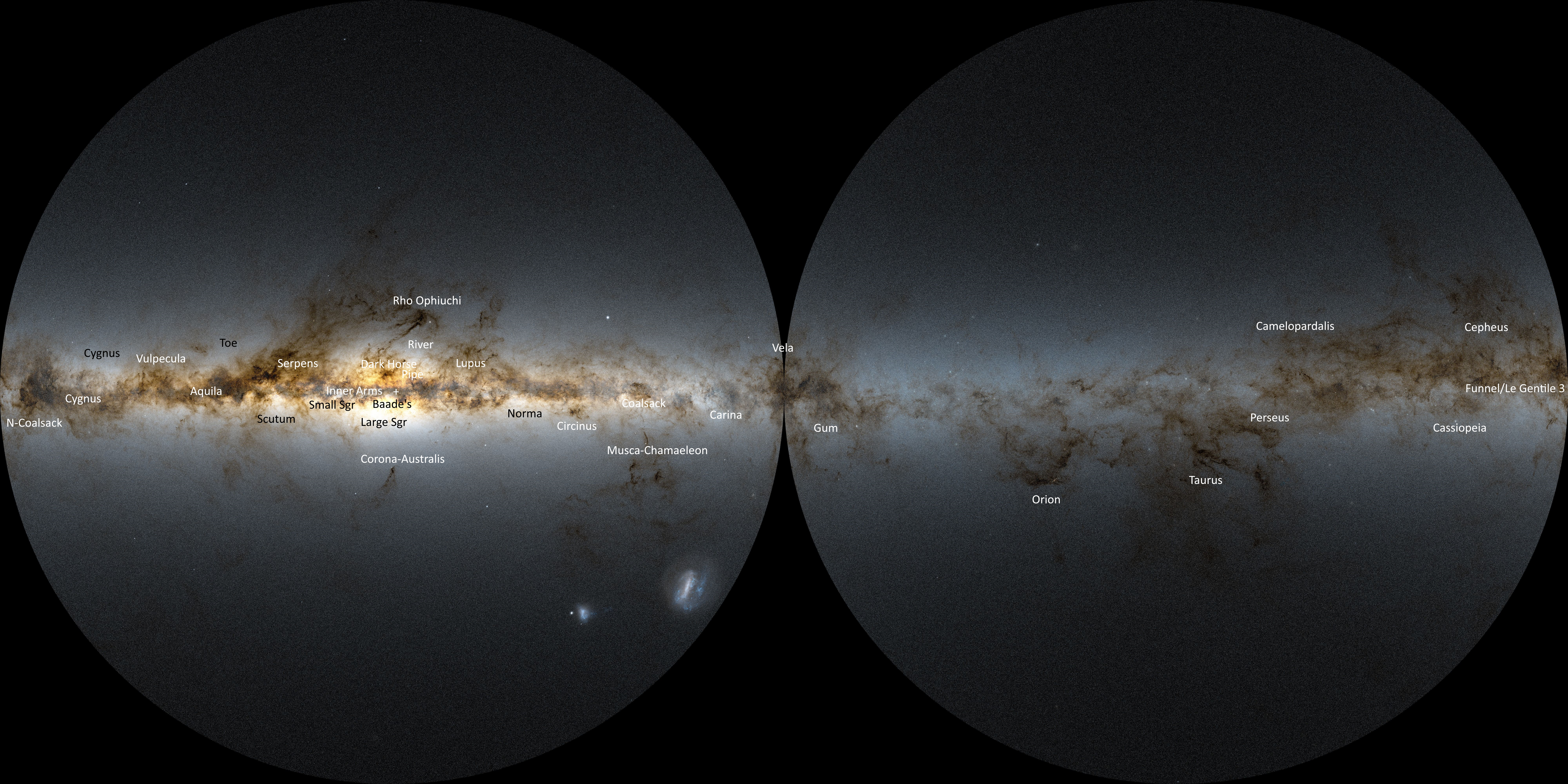
Млечный Путь, как его видит Gaia, с выделяющимися тёмными чертами, обозначенными белым цветом шрифта, и выделяющимися звёздными облаками, обозначенными чёрным цветом шрифта.

Ниже приводится список каталогов тёмных (поглощательных) туманностей, которые также называются «тёмными облаками» или «пылевыми облаками», а также более подробный перечень некоторых из них. Первый каталог тёмных туманностей был создан Эдвардом Эмерсоном Барнардом в 1919 году. Второй вышедший в мае 1962 года «Каталог тёмных туманностей Линдс» был составлен американской женщиной-астрономом Тёрнер Беверли Линдс, каталог содержал перечень из 1806 тёмных туманностей, их координаты, уровень непрозрачности и соотношение собственных номеров каталога Линдс с каталогом Барнарда.
Всего существует около 24 каталогов, включая объединённый каталог Дутра — Бика, в котором объединены данные из 21 каталога по тёмным туманностям, выпущенным до 2002 года, и каталог Токийского университета Гакугей, созданный под руководством доктора наук Казухито Добаши. Каталоги описывают пылевые облака в Галактике, с учётом доступных свойств, таких как: положение, угловые размеры, класс непрозрачности и скорость. Каталоги в основном посвящены наблюдаемым оптическим способом тёмным туманностям и глобулам, но включают также значительную информацию и по молекулярным облакам.

## Список каталогов
Каталоги низких (южных) широт:
| Префикс | Каталог | Год издания      | Автор | Объём |
| ------- | --- | ---------------- | --- | ----- |
| B       | Каталог Барнарда. «О тёмных пятнах неба, с каталогом в 182 таких объектов». «Каталог Барнарда 349 тёмных объектов на небе: VII/220A»                                                                     | 1919 г., 1927 г. | Эдвард Эмерсон Барнард (англ. Barnard E. E.) | 349   |
| LDN     | Каталог тёмных туманностей Линдс | 1962 г.          | Тёрнер Беверли Линдс (англ. Lynds Turner Beverly) | 1806  |
| SLDN    | Каталог Сандквиста и Линдрооса. «Межзвёздный формальдегид в тёмных пылевых облаках южного полушария» | 1976 г.          | Сандквист Оге (англ. Sandqvist Aage), Линдроос Кай (англ. Lindroos K. P.) | 42    |
| SDN     | Каталог Сандквиста. «Тёмные пылевые облака в южном полушарии» | 1977 г.          | Сандквист Оге (англ. Sandqvist Aage) | 95    |
| BDN     | Каталог Бернеса. «Каталог ярких туманностей в непрозрачных пылевых облаках» | 1977 г.          | Бернес К. (англ. Bernes C.) | 81    |
| CG      | Каталог Зилей. «Кометные глобулы в комплексе Гама-Паруса» | 1983 г.          | Зилей Уильям Дж. (англ. Zealey William J.), Зоран Нинков (англ. Zoran Ninkov), Эмили Райс (англ. Emily Rice), Хартли М. (англ. Hartley M.), Сьюзан Барбара Триттон (англ. Susan Barbara Tritton)                                                               | 34    |
| MLB     | Каталог Майерса. «Плотные ядра в тёмных облаках. I. Наблюдения CO и плотности вещества в областях с высокой экстинкцией.»                                                                                | 1983 г.          | Филип К. Майерс (англ. Philip C. Myers), Ричард А. Линке (англ. Richard A. Linke), Присцилла Дж. Бенсон (англ. Priscilla J. Benson) | 90    |
| FeSt1-  | Каталог Фейтзингера и Штюве, ч.1. «Каталог тёмных туманностей и глобул для галактических долгот от 240 до 360 градусов».                                                                                 | 1984 г           | Йоханнес Виктор Файцингер (нем. Johannes Viktor Feitzinger), Йоахим А. Штюве (нем. Joachim A. Stüwe) | 489   |
| FeSt2-  | Каталог Фейтзингера и Штюве, ч.2. «Каталог темных туманностей и глобул для галактических долгот от 240 до 360 градусов».                                                                                 | 1984 г.          | Йоханнес Виктор Файцингер (нем. Johannes Viktor Feitzinger), Йоахим А. Штюве (нем. Joachim A. Stüwe) | 331   |
| HMSTG   | Каталог Хартли — Манчестера — Смита — Триттона — Госса. «Каталог тёмных облаков южного полушария» | 1986 г.          | Хартли М. (англ. Hartley M.), Ричард Н. Манчестер (англ. Richard N. Manchester), Смит Р. М. (англ. Smith R. M.), Сьюзан Барбара Триттон (англ. Susan Barbara Tritton), Уильям Миллер Госс (англ. William Miller Goss)                                          | 1101  |
| CB      | Каталог Клеменса и Барвайниса «Каталог малых, отобранных визуально молекулярных облаков: оптические, инфракрасные и миллиметровые свойства»                                                              | 1988 г.          | Дэн П. Клеменс (англ. Dan P. Clemens), Ричард Барвайнис (англ. Richard Barvainis) | 248   |
| P       | Каталог Паркера «Ассоциации находок IRAS с тёмными облаками класса непрозрачности 6» | 1988 г.          | Паркер Н. Д. (англ. Parker N. D.) | 147   |
| VMF     | Каталог Виллаш-Боаша — Майерса — Фуллера «Плотные ядра в тёмных облаках. IX. Наблюдения 13CO и C 18O в Парусах, Хамелеоне, Мухе и в Угольном мешке»                                                      | 1994 г.          | Хосе В.С. Вилас-Боаш (англ. José W.S. Vilas-Boas), Филип С. Майерс (англ. Philip C. Myers), Гари А. Фуллер (англ. Gary A. Fuller) | 101   |
| VMF     | Каталог Виллаш-Боаша — Майерса — Фуллера. «Плотные ядра тёмных облаков. XII. 13CO и C 18O в Волке, Южной Короне, Парусах и в Скорпионе»                                                                  | 2000 г.          | Хосе В.С. Вилас-Боаш (англ. José W.S. Vilas-Boas), Филип С. Майерс (англ. Philip C. Myers), Гари А. Фуллер (англ. Gary A. Fuller) | 104   |
| BHR     | Каталог Бурке — Хайланда — Робинсона. «Исследования звёздообразования в изолированных небольших тёмных облаках — I. Каталог совокупных сведений о глобулах южного полушария: оптические и IRAS свойства» | 1995 г.          | Тайлер Л. Бурке (англ. Tyler L. Bourke), Ардон Робин «Гарри» Хайланд (англ. Ardon Robin "Harry" Hyland), Робинсон Г. (англ. Robinson G.) | 169   |
| LM      | Каталог Ли — Майерса. «Каталог оптически отобранных ядер» | 1999 г.          | Чан Вон Ли (англ. Chang Won Lee), Филип К. Майерс (англ. Philip C. Myers) | 406   |
| H       | Каталог Добаши. «Онлайн каталог данных VizieR: Атлас и каталог тёмных облаков (Dobashi+, 2005)» | 2005 г.          | Казухито Добаши (англ. Kazuhito Dobashi), Хаято Уэхара (англ. Hayato Uehara), Рё Кандори (англ. Ryo Kandori), Тохко Сакурай (англ. Tohko Sakurai), Кайден М. (англ. Masahiro Kaiden), Томофуми Умемото (англ. Tomofumi Umemoto), Фумио Сато (англ. Fumio Sato) | 2460  |

Каталоги в основном высоких (северных) широт:
| Префикс    | Каталог | Год издания     | Автор | Объём  |
| ---------- | --- | --------------- | --- | ------ |
| MBM Разные | Каталог Магнани — Блиц — Мунди. «Молекулярные газовые облака на высоких галактических широтах», изд. 1985 г., изд. 1996                                                        | 1985 г. 1996 г. | Магнани Л. (англ. Magnani L.), Блиц Л. (англ. Blitz L.), Мунди Л. (англ. Mundy L.)                                  | 57 120 |
| KM         | Каталог Кето — Майерса. «Наблюдения CO в облаках высоких широт южного полушария»                                                                                               | 1986 г.         | Эрик Равинен Кето (англ. Eric Ravinen Keto), Филип К. Майерс (англ. Philip C. Myers)                                | 18     |
| IREC       | Каталог Дезерта — Базелла — Буланже. «Поиск молекулярных перистых облаков на всём небесном пространстве»                                                                       | 1988 г.         | Франсуа-Ксавье Дезерт (англ. François-Xavier Désert), Базелл Д. (англ. Bazell D.), Буланже Ф. (англ. Boulanger, F.) | 516    |
| DIR        | Каталог Рича. «Инфракрасный избыток и молекулярные облака в северных широтах: Сравнение новых наблюдений далёких инфракрасных областей спектра и областей излучения H I 21 см» | 1998 г.         | Уильям Т. Рич (англ. William T. Reach), Уильям Ф. Уолл (англ. William F. Wall), Нильс Одегард (англ. Nils Odegard)  | 141    |

Объединённые каталоги тёмных туманностей северных и южных широт. Объединённый каталог Дутра — Бика создан на основе 21 каталога, выпущенных до 2002 года.:
| Префикс                         | Каталог | Год издания | Автор | Объём                 |
| ------------------------------- | --- | ----------- | --- | --------------------- |
| DB2002b                         | Объединённый каталог Дутра — Бика. «Каталог пылевых облаков в Галактике»                                        | 2002 г.     | Карлос Максимилиано Дутра (англ. Carlos Maximiliano Dutra), Эдуардо Бика (англ. Eduardo Bica) | 5004                  |
| TGU TGU H TGU H P TGU L TGU L P | Каталог Токийского университета Гакугей. «Атлас и каталог тёмных облаков на основе оцифрованного обзора неба I» | 2005        | Казухито Добаши (англ. Kazuhito Dobashi), Хаято Уэхара (англ. Hayato Uehara), Рё Кандори (англ. Ryo Kandori), Тохко Сакурай (англ. Tohko Sakurai), Кайден М. (англ. Masahiro Kaiden), Томофуми Умемото (англ. Tomofumi Umemoto), Фумио Сато (англ. Fumio Sato) | 5289 2216 2830 232 11 |

## Именованные поглощательные туманности

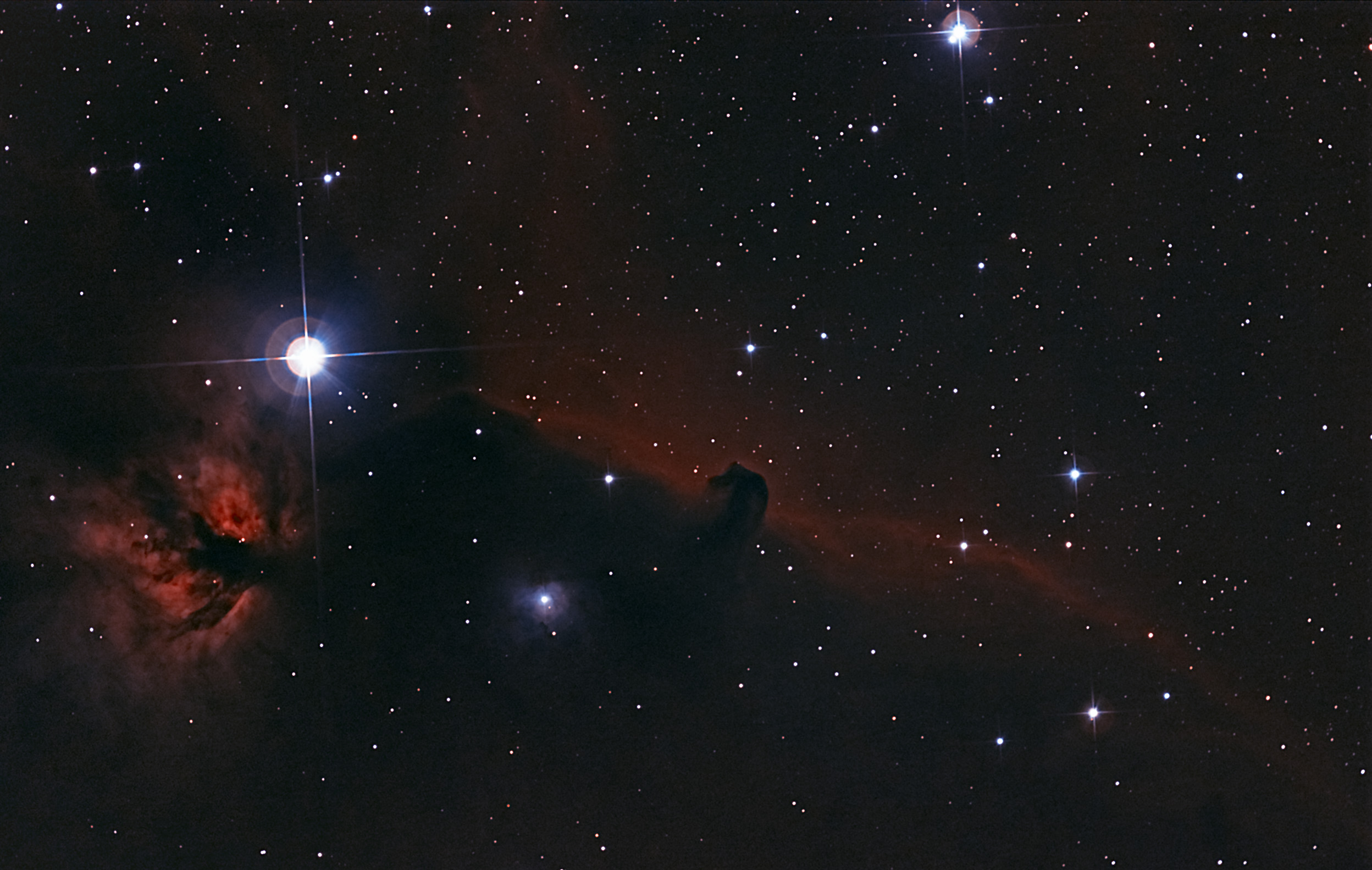
Туманность Конская Голова

Список туманностей, имеющих собственные имена:
- Туманность Голова Попугая (Барнард 87, 1771)[ист. 27]
- Замочная Скважина (часть туманности NGC 3372)
- Змея (см. также Туманность Тёмный Конь)
- Конская Голова (Барнард 33)
- Конус
- Курительная трубка (см. также Туманность Тёмный Конь; содержит Барнард 59, 77 и 78)
- Тёмный Конь
- Тёмная Штучка
- Угольный Мешок
- Чёрная Дыра (Барнард 92, LDN 323)

## КаталогБарнарда
- Барнард 1
- Барнард 5
- Барнард 6
- Барнард 7
- Барнард 8
- Барнард 11
- Барнард 12
- Барнард 13
- Барнард 14
- Барнард 15
- Барнард 18
- Барнард 20
- Барнард 21
- Барнард 24
- Барнард 25
- Барнард 28
- Барнард 30
- Барнард 32
- Барнард 33 — туманность Конская Голова
- Барнард 34
- Барнард 35
- Барнард 35
- Барнард 36
- Барнард 37
- Барнард 40
- Барнард 41
- Барнард 42
- Барнард 43
- Барнард 44
- Барнард 45
- Барнард 51
- Барнард 62
- Барнард 63
- Барнард 64
- Барнард 67 — часть туманности Курительная трубка
- Барнард 68 — возможно, самый близкий объект, расположенный на расстоянии около 400 световых лет.
- Барнард 72 — туманность Змея
- Барнард 75
- Барнард 80
- Барнард 81
- Барнард 84
- Барнард 84
- Барнард 85 — часть Тройной туманности
- Барнард 86
- Барнард 87 — туманность Голова Попугая
- Барнард 88 — часть туманности Лагуна
- Барнард 90
- Барнард 92 — туманность Чёрная Дыра
- Барнард 93
- Барнард 94
- Барнард 95
- Барнард 95
- Барнард 97
- Барнард 100
- Барнард 103
- Барнард 104
- Барнард 107
- Барнард 108
- Барнард 108
- Барнард 109
- Барнард 112
- Барнард 113
- Барнард 116
- Барнард 119
- Барнард 126
- Барнард 128
- Барнард 130
- Барнард 133
- Барнард 136
- Барнард 138
- Барнард 140
- Барнард 141
- Барнард 142 — Туманность E
- Барнард 143 — Туманность E
- Барнард 144
- Барнард 145
- Барнард 146
- Барнард 147
- Барнард 150
- Барнард 152
- Барнард 153
- Барнард 155
- Барнард 157
- Барнард 159
- Барнард 163
- Барнард 164
- Барнард 168
- Барнард 168 — тёмная полоса туманности IC 5146
- Барнард 169
- Барнард 171
- Барнард 175
- Барнард 202
- Барнард 203
- Барнард 207 — в созвездии MAC: Tau
- Барнард 210
- Барнард 219
- Барнард 223
- Барнард 225
- Барнард 229
- Барнард 230
- Барнард 234
- Барнард 241
- Барнард 243
- Барнард 244
- Барнард 245
- Барнард 246
- Барнард 250
- Барнард 251
- Барнард 252
- Барнард 254
- Барнард 256
- Барнард 257
- Барнард 259
- Барнард 261
- Барнард 265
- Барнард 266
- Барнард 268
- Барнард 270
- Барнард 272
- Барнард 275
- Барнард 276
- Барнард 277
- Барнард 279
- Барнард 280
- Барнард 281
- Барнард 287
- Барнард 297
- Барнард 303
- Барнард 308
- Барнард 310
- Барнард 312
- Барнард 312
- Барнард 314
- Барнард 320
- Барнард 321
- Барнард 326
- Барнард 327
- Барнард 330
- Барнард 331
- Барнард 333
- Барнард 337
- Барнард 338
- Барнард 339
- Барнард 341
- Барнард 343
- Барнард 344
- Барнард 346
- Барнард 346
- Барнард 347
- Барнард 352
- Барнард 354
- Барнард 356
- Барнард 357
- Барнард 361
- Барнард 363
- Барнард 365
- Барнард 366